# Liste der tschechischen Meister im Radball
Die Liste der tschechischen Meister im Radball listet alle Sportler auf, die seit 2003 einen tschechischen Meistertitel im Radball gewannen.
Rekordmeister in dieser Zeit ist der Favorit Brünn mit neun Titeln. Die besten Spieler sind Pavel Smid und Petr Skotak mit je acht Titeln, sechs davon zusammen.

## Sieger
| Verein | Gold | Spieler |

| Verein | Silber | Spieler |

| Verein | Bronze | Spieler |